# San Paolo Cervo
San Paolo Cervo (piemontesisch San Pàul Sar oder San Pàul Servi) ist eine Fraktion der italienischen Gemeinde (comune) Campiglia Cervo in der Provinz Biella, Region Piemont.

## Geografie
Der Ort liegt etwa 10 Kilometer nördlich von Biella auf 795 m s.l.m. auf der orographisch rechten Talseite des vom Torrente Cervo durchflossenen Valle del Cervo in den Walliser Alpen.

## Geschichte
San Paolo Cervo war bis 2015 eine eigenständige Gemeinde und schloss sich am 1. Januar 2016 mit den Nachbargemeinden Campiglia Cervo und Quittengo zu einer neuen Gemeinde zusammen, die den Namen Campiglia Cervo weiterführt. Zum Gemeindegebiet von San Paolo Cervo gehörten auch die Ortsteile Riabella, Driagno, Magnani, Piana, Bariola, Oretto, Mortigliengo, Mazzucchetti und Bele.